# Lijst van voetbalinterlands Kaapverdië - Sierra Leone
Deze lijst van voetbalinterlands is een overzicht van alle voetbalwedstrijden tussen de nationale teams van Kaapverdië en Sierra Leone. De landen speelden tot op heden tien keer tegen elkaar. Het eerste duel betrof een vriendschappelijke wedstrijd, die werd gespeeld op 8 februari 1984 in Freetown. De laatste ontmoeting, een kwalificatiewedstrijd voor het African Championship of Nations 2022, vond plaats in Marrakesh op 27 juli 2022.

## Wedstrijden
| №  | Plaats     | Datum            | Competitie                                        | Wedstrijd                 | Uitslag |
| -- | ---------- | ---------------- | ------------------------------------------------- | ------------------------- | ------- |
| 1  | Freetown   | 8 februari 1984  | Vriendschappelijk                                 | Sierra Leone – Kaapverdië | 2 – 0   |
| 2  | Conakry    | 27 februari 1987 | Vriendschappelijk                                 | Sierra Leone – Kaapverdië | 2 – 0   |
| 3  | Bamako     | 3 juni 1989      | Vriendschappelijk                                 | Kaapverdië – Sierra Leone | 1 – 0   |
| 4  | Dakar      | 30 november 1991 | Vriendschappelijk                                 | Kaapverdië – Sierra Leone | 0 – 0   |
| 5  | Nouakchott | 25 november 1995 | Vriendschappelijk                                 | Sierra Leone – Kaapverdië | 2 – 0   |
| 6  | Praia      | 6 mei 2000       | Vriendschappelijk                                 | Kaapverdië – Sierra Leone | 1 – 0   |
| 7  | Freetown   | 2 juni 2012      | WK 2014 kwalificatie                              | Sierra Leone – Kaapverdië | 2 – 1   |
| 8  | Praia      | 15 juni 2013     | WK 2014 kwalificatie                              | Kaapverdië − Sierra Leone | 1 − 0   |
| 9  | Marrakesh  | 24 juli 2022     | African Championship of Nations 2022 kwalificatie | Sierra Leone − Kaapverdië | 2 − 0   |
| 10 | Marrakesh  | 27 juli 2022     | African Championship of Nations 2022 kwalificatie | Kaapverdië − Sierra Leone | 2 − 1   |

## Samenvatting
| Competitie                                   | Totaal gespeeld | Winst Kaapverdië | Gelijk | Winst Sierra Leone | Doelsaldo Kaapverdië – Sierra Leone |
| -------------------------------------------- | --------------- | ---------------- | ------ | ------------------ | ----------------------------------- |
| WK-kwalificatie                              | 2               | 1                | 0      | 1                  | 2 − 2                               |
| African Championship of Nations-kwalificatie | 2               | 1                | 0      | 1                  | 2 − 3                               |
| Vriendschappelijk                            | 6               | 2                | 1      | 3                  | 2 − 6                               |
| Totaal                                       | 10              | 4                | 1      | 5                  | 6 − 11                              |

FCF · A-internationals · Selecties · Bondscoaches · Kaapverdisch vrouwenelftal · Kaapverdië U21 · Kaapverdië U20 · Kaapverdië U19 · Kaapverdië U18 · Kaapverdië U17
1979 – 1989 · 
1990 – 1999 · 
2000 – 2009 · 
2010 – 2019 ·
2020 − 2029
1979 · 
1980 · 
1981 · 
1982 · 
1983 · 
1984 · 
1985 · 
1986 · 
1987 · 
1988 · 
1989 · 
1990 · 
1991 · 
1992 · 
1993 · 1993 · 
1995 · 
1996 · 
1997 · 
1998 · 
1999 · 
2000 · 
2001 · 
2002 · 
2003 · 
2004 · 
2005 · 
2006 · 
2007 · 
2008 · 
2009 · 
2010 · 
2011 · 
2012 · 
2013 · 
2014 · 
2015 · 
2016 · 
2017 · 
2018 ·
2019 ·
2020 ·
2021 ·
2022 ·
2023 ·
2024
Algerije ·
Andorra ·
Angola ·
Bahrein ·
Botswana ·
Burkina Faso ·
Centraal-Afrikaanse Republiek ·
Comoren ·
Congo-Brazzaville ·
Congo-Kinshasa ·
Ecuador ·
Egypte ·
Equatoriaal-Guinea ·
Ethiopië ·
Gabon ·
Gambia ·
Ghana ·
Guinee ·
Guinee-Bissau ·
Guyana ·
Kameroen ·
Kenia ·
Lesotho ·
Liberia ·
Libië ·
Liechtenstein ·
Luxemburg ·
Madagaskar ·
Mali ·
Malta ·
Marokko ·
Mauritanië ·
Mauritius ·
Mozambique ·
Niger ·
Nigeria ·
Oeganda ·
Portugal ·
Rwanda ·
Sao Tomé en Principe ·
San Marino ·
Senegal ·
Sierra Leone ·
Swaziland ·
Tanzania ·
Togo ·
Tunesië ·
Zambia ·
Zimbabwe ·
Zuid-Afrika
SLFA · 
A-internationals · 
Sierra Leoons vrouwenelftal
1966 – 1979 · 
1980 – 1989 · 
1990 – 1999 · 
2000 – 2009 · 
2010 – 2019 ·
2020 − 2029
Algerije ·
Angola ·
Benin ·
Burkina Faso ·
Burundi ·
China ·
Comoren ·
Congo-Brazzaville ·
Congo-Kinshasa ·
Djibouti ·
Egypte ·
Equatoriaal-Guinea ·
Ethiopië ·
Gabon ·
Gambia ·
Ghana ·
Guinee ·
Guinee-Bissau ·
Irak ·
Iran ·
Ivoorkust ·
Jordanië ·
Kaapverdië ·
Kameroen ·
Kenia ·
Lesotho ·
Liberia ·
Malawi ·
Mali ·
Marokko ·
Mauritanië ·
Niger ·
Nigeria ·
Sao Tomé en Principe ·
Senegal ·
Seychellen ·
Soedan ·
Somalië ·
Swaziland ·
Togo ·
Tsjaad ·
Tunesië ·
Zambia ·
Zuid-Afrika